# 西宮サティ
西宮サティ（にしのみやサティ、英: Nishinomiya SATY）は、かつて西宮北口駅近くの兵庫県西宮市高松町1-45で、イオングループの株式会社マイカル（旧:ニチイ、現：イオンリテール）が運営していた総合スーパー。

## 概要
1973年（昭和48年）に阪急電鉄西宮北口駅の南側にニチイ西宮店として開業した5階建ての総合スーパーである。開店当初は西宮市では数少ない大型店舗だったため、広域から集客して売上を伸ばしたほか、ピープル・エグザス（現コナミスポーツ）の第1号が入居するなど（#グループ企業の店舗も参考の事）、ニチイや後身のマイカルにとっての旗艦店だった。。また、平成に入ると土地区画整理事業の一環で、ビブレを併設または業態転換した上で兵庫県立芸術文化センターや阪急百貨店の出店（のちの西宮阪急）と合わせた再開発の構想も持ち上がっていた。
しかし、西宮北口駅の北東側にコープこうべを核店舗とするアクタ西宮、阪神西宮駅に阪神百貨店を核店舗とするエビスタ西宮が開業したうえ、2001年9月のマイカル破綻の影響も受けて売上が低迷し、再開発による建て替え費用も捻出できないため、2005年（平成17年）1月10日を以って閉店した。閉店後も店舗周辺の土地を保有して再出店をうかがっていたが、すべて売却されている。

## 年表
- 1973年（昭和48年） ニチイ西宮店として開店。関西スーパー北口店とピープル1号店を併設
- 1983年（昭和58年）7月28日 ニチイほか西宮市内の大型店を運営する13社が「西宮市商店市場連盟」に加入し、「西宮市大型店連絡会」を結成
- 1988年（昭和62年）8月14日 関西スーパー北口店（昭和62年3月期の年商:24億円）を閉鎖し、食品売場を直営化
- 1993年（平成5年）9月 店名を西宮サティへ変更
- 1995年（平成7年）1月17日 阪神大震災により被災
- 1996年（平成8年）7月 株式会社ニチイが株式会社マイカルに改称
- 2001年（平成13年）
  - 2月 当期の売上高72億円。ピープルをコナミへ公開買い付けで売却
  - 8月15日 西宮サティ移設、拡充計画凍結を発表
  - 9月14日 マイカル、民事再生法を申請
- 2003年（平成15年）11月29日 マイカル、イオン株式会社の完全子会社化
  - イオングループの店舗となった
- 2004年（平成14年）
  - 2月 当期の売上高が43億円にとどまる
  - 10月22日 西宮サティ閉店セール開始
- 2005年（平成13年）
  - 1月10日 西宮サティ閉店。32年の歴史に幕を下ろす
  - 4月26日 解体工事中に足場が倒壊し、道路反対側のマンションに倒れ掛かった影響で周囲の約430世帯が停電

## ニチイ西宮店

### 開業
1973年（昭和48年）、阪急西宮北口駅の南側にニチイ西宮店が開業した。ニチイでは商品開発や業態開発の実験店として位置づけ、海外ブランドなどの新規導入も行う店舗としている。
周囲に高額所得者が多いという特性を活かし、ファッション性の高い店舗として衣料品を中心に扱ったほか、直営のスポーツクラブ「ピープル」1号店も出店した。一方、ニチイ自身の食品部門は赤字だったので、地階に設けた食品売場は食品に強い関西スーパーマーケットを無期限契約で出店させることにした。

### 地元との調整
西宮市商店市場連盟（約2000店が加盟）が「買い物客の市外流出を防いで共存共栄するため、全小売業者を一本化した組織が必要」としたため、ニチイのほか、ライバルのダイエー、ジャスコ（当時）など13社の大型店は1983年（昭和58年）7月28日に同連盟に加盟し、スーパー門戸屋の社長を代表として「西宮市大型店連絡会」を結成した。

### 1980年代後半の改装
開業3年後の1977年には門戸厄神駅近くの中津浜線沿いにほぼ同規模のダイエー西宮店（現在のイオン西宮店）が開業するなど、競合店が現れたため、出店当時のファッション性の強さなども失われていった。そこで、1987年（昭和62年）秋から全面改装に踏み切った。

#### 第一陣
1987年秋に実施された。ニチイが得意とする生活提案型商品を強化し、日用衣料とはっきり区分けし、ファッション性と価格を各自が使い分ける時代に対応させることでファッションイメージの強調を図るのが狙い。生活提案売場が第一陣の改装で、30代から50代をメインターゲットに、若年層をサブターゲットとするインショップ（店舗内店舗）を多数導入した。スーツの「オフポート」、スポーツカジュアルの「イニゴ・ジョーンズ」、ヨーロッパの生活雑貨「ユーロ・エキスプレス」などを導入した。

#### 第二陣
1988年10月には2階の子供服売場と3階の家庭用品売場を改装した。子供服コーナーにはDCブランドのインショップ「ミキハウス」「ペペ」を導入し、家庭用品売り場ではビデオデッキやCDラジカセ、ワープロなどを販売することで若年層の取り込みをもくろんだ。

#### 第三陣
関西スーパーマーケットとの契約は有期に変更し、同社北口店を1988年（昭和62年）10月の契約満了をもって撤退させた。地階の食品売場1,400平方メートル直営化されて、当店の売上に含まれるようになるため、対面販売によるインショップとして鮮魚「一心太助」、精肉「肉名館」、寿司「一峯庵」、天ぷら「喜京庵」を設けるなどの大改装を行った。
さらに、ピープルが運営するエアロビクス教室「エグザス」を拡張し、2階には子供のプレイルーム「わんぱくホール」も設けるなど物販以外の部門も強化した。改装前の年間売上高は地上部分だけが対象で約80億円に過ぎなかったが、1987年度には9%増加し、食品約4か月分が売上に加わる1988年度には25%も増加した93.8億円となった。さらに、1989年度は食品の売上が1年分見込めるため一気に年間売上高120億円ほどと改装前の1.5倍に増え、1988年度はニチイ全店で売上高9位だったところ、トップ5入りが見込まれていた。一連の改装費用に約11億円かけたことからも、当店がニチイにとって主要店舗になっていったことがうかがえる。

## 移転構想

### 移転構想
1980年代からすでにニチイは当店周辺の土地を買収して、駐車場などとして使用しつつ、店舗拡張の機会をうかがっていた。その内容は、当店は山手幹線の南側に"生活百貨店"と称する新業態の「サティ（SATY）」として移転させて、既存の店舗と北側に県営住宅のあった2.1ヘクタールには兵庫県が建設を進める兵庫県立芸術文化センターと一体の新しい建物を建築し、その下層階にファッションビルのビブレを約30000平方メートルで開業させるものであった。
この少し北側で西宮北口駅と当店の間に阪急百貨店も後の西宮阪急の原型となる出店計画を打ち出している。同社は大井町駅前の大井阪急や千里中央駅前の千里阪急を除いて都心立地の出店を続けてきたところ、ニチイや西武百貨店などの出店攻勢が続いたため、建設が進む川西阪急や計画中の宝塚店（仮称）に続く郊外店として、阪急沿線の客を囲い込む狙いがあった。この2つの計画は隣接地であるため、西宮市や兵庫県では西宮北口駅南西部の再開発という同じプロジェクトとして扱っており、阪急百貨店やニチイの商業施設と兵庫県立芸術文化センターについて一体の設計コンペを行った。

### 阪急グループの構想
県芸術文化センターとその周辺を整備する計画では阪急電鉄グループの計画も合同で行われていた。内容は延床面積3万平方メートルで客室数230程度のホテルと、ショールームが1割、残りを物販・飲食に充てる商業施設を併設したものである。1992年時点では1993年度着工、1996年完成の予定であった。

### 移転延期
しかし、1993年8月中旬には兵庫県が芸術文化センターの着工が1年以上遅れることを発表した。県の説明によると、ニチイと阪急電鉄グループの双方が低層階の商業施設に自社側の面積をより多く確保しようと動いた上、ニチイによる「サティ」への移転用地の確保が十分進んでいないことが理由だった。さらに、阪急電鉄グループがホテルのサイズを見直す動きもあり、基本設計後の実施設計にさらに1年かかるともいう。ニチイと地権者との交渉を1年待った兵庫県だったが、進捗度合いがいまひとつだったため、1994年2月には工期を2分して県芸術文化センターと阪急グループの縮小したホテルを1995年度に着工し、ニチイの商業・娯楽施設の部分は2000年度までに2期工事として着工すると発表した。
ニチイも移転構想にめどが立たないため、いったん現在地のまま当店を「サティ」への業態転換を図ることになった（後述）。
その後も用地買収を進め、「アクタ西宮」の開業を翌年に控えた2000年にはニチイの後身、マイカルは松村石油研究所（現在のMORESCO）が神戸市に移転した本社の跡地7300平方メートルを買収することで、西宮サティ新店舗の用地を完全に確保した。2000年時点では、2001年前半に西宮サティの移転工事を着工し、現店舗の移転跡地にビブレやピープルを建設するという計画になっていた。

## 西宮サティ

### サティへの転換
ニチイでは総合スーパーからの脱却を図るため、ファッションビル「ビブレ」のほか、生活百貨店と称して従来の総合スーパーと差別化を図る新業態「サティ（SATY）」を開発している。バブル崩壊後の消費低迷に対し、「サティ」へ転換した店は平均5%ほど売り上げが伸びていたため、それまでの計画の2倍のスピードで業態転換を図った。
当店はニチイ新座店（後のイオン新座店、2024年2月29日閉店）と並び、1992年度（1993年2月期）には年商140億円を売り上げる旗艦店舗だったため、この対象となった。1993年（平成5年）9月には移転構想に先立ち、サティへ業態転換している。

### 阪神大震災の影響
1995年（平成7年）1月17日に阪神大震災により被害を受けたため、小林敏峯社長を室長とする阪神大震災復興対策室の支援を受けて再建を行った。1月17日のみ休業して翌18日から営業を再開している。
被害の大きかった店内に変わって店の外で商品を販売したが、買い物客が殺到し午後3時半には商品が無くなった。しかし、道路が寸断されて通常通りの商品輸送ができないため、阪急梅田駅から西宮北口駅まで復旧した阪急神戸本線を活用し、弁当、水、カップラーメンの非常食などを中心に大阪・船場のニチイ本社のスタッフなど300人ほどの社員による人海戦術で商品を輸送するスタイルを取り、道路や店舗の復旧までの営業を行った。

### マイカル破綻
2001年（平成13年）2月期でも売上高78億円を上げていたが、同年9月にマイカルが破綻した。このため、2001年前半の着工予定が延期されていた移転計画を凍結したほか、商品の供給が十分に行われなくなり、来店客数が減るなどの影響が出た。

### 閉店
経営破綻した2001年の4月20日に、コープこうべ 北口食彩館を核店舗とするアクタ西宮が西宮北口駅北東の市場跡に開業して同駅と連絡デッキで結ばれた。2003年（平成15年）3月28日には阪神西宮駅高架下を活用して、食品に強い阪神百貨店を核店舗とするエビスタ西宮が開業した。西宮北口駅周辺ではより利便性の高い店舗ができ、上質な商品という点では西宮市内でほぼ初となる百貨店に太刀打ちできなかった。このように周辺への競合店舗の進出などの影響もあって、2004年（平成16年）2月期に売上高43億円にまで落ち込んだ。それに加え、建物の一部が西宮市が駅周辺で進めている土地区画整理事業の道路用地になっていたため営業継続には建替えが必要で、資金面から対応が難しいこともあり、閉店を決めた。
2004年10月から閉店セールが行われ、2005年（平成17年）1月10日に閉店した。

### 再出店断念
建物解体後は更地化され、南側の移転用地と合わせてイオングループの再出店が構想されていた。しかし、2008年に西宮阪急を核店舗とする阪急西宮ガーデンズが開業したことによる過当競争とイオングループ全体の経営に余裕がないことを理由に売却が決まった。
まず、2009年6月に保有地の中で最南端の神祇官町8-1の5000平方メートルを古野電気に売却。続いて、2010年6月に当店跡地の反対側にあるサティ移転用地の東半分6000平方メートルを神戸トヨペットに売却し、神戸トヨペット西宮店が建った。さらに、出店断念の報道のあった2010年6月時点でも移転用地の西半分10,000平方メートルと当店跡地の8,400平方メートルの売却交渉を行っており、店舗跡地については、周辺の新築分譲マンションのマンションギャラリー用地として活用され、その後はコインパーキング、2014年4月26日より住宅展示場「西宮北口ハウジングギャラリー」となっている。一方で、移転用地の西半分には分譲マンション「ブランズ西宮北口」が建ち、その1階には同じイオングループのマックスバリュが「マックスバリュエクスプレス 西宮北口店」を開業させたが、2023年10月31日をもって閉店した（その後、店舗跡地にはオーケーが出店予定である）。

## フロア構成

### 2005年閉店時
| 階      | フロア構成                             |
| ------- | -------------------------------------- |
| 屋上    | ペットショップ                         |
| 5階     | 事務所、従業員食堂など従業員用スペース |
| 4階     | コナミスポーツクラブ（エグザス）       |
| 3階     | 住まいのフロアー                       |
| 2階     | 紳士・子供・玩具・肌着のフロアー       |
| 1階     | 婦人・服飾フロアー                     |
| 地下1階 | 食料品のフロアー                       |

2階には喫茶店があったが、閉店前に撤退し無料の休憩スペースとなっていた。また、食料品売場は同じ西宮市内の総合スーパー（GMS）であるダイエー西宮店（現在のイオン西宮店）やダイエー甲子園店（現在のコロワ甲子園）、フレンテ西宮と同様、地下1階にあるのが特徴で、マクドナルドの小型店「ミニマック」や「杵屋」のイートインも入居していた。

## アクセス

### 電車
阪急電鉄神戸本線・今津線 西宮北口駅より南へ徒歩5分

### 自動車
名神高速道路西宮インターチェンジから国道2号〜中津浜線〜山手幹線を通って10分

## グループ企業の店舗

### ムーン24
1990年4月21日には無人コンビニ「ムーン24」を開業した。6分間で製麺から提供までの全工程を行う、三洋電機と共同開発の麺類の自動販売機を中心とするファストフード―コーナー（30席）に、調理パンや弁当などの販売コーナー、加工食品や靴下・肌着など日用衣料の自販機コーナー（24台）、チケット販売コーナーを設けた木造の山小屋風店舗で、営業面積は170平方メートル、年商は1億円を見込んだ。当初は午前7時から午後11時までの営業だが、業績が軌道に乗れば店名のとおり24時間営業に切り替える予定だった。
このような無人コンビニは全国初で、セブンイレブンやファミリーマートなど大手に対して、人手不足を解消でき、ファストフード中心の店として差別化を図るコンビニという狙いがあった。

### ピープル
開業当初から閉店数か月前まではピープル・エグザスの第1号が存在した。コナミスポーツへの売却・改称後、当店の閉鎖を前に西宮北口駅西側の西宮本店アネックスへ移転している。コナミスポーツはのちに駅直結の西宮本店もオープンさせた。

### キディヤード
ピープルは1974年（昭和49年）から営んでいた幼児向け水泳教室でのノウハウを生かして、1982年からは幼児向け水泳教室と保育園を兼ねた「チャイルド教室」を開いていたが、本格的に教育産業に乗り出すことになり、1986年5月6日にキディヤードを当店に開業した。「言語」「英語」「算数」「音楽・リズム」「絵画・政策」「科学」「創造活動」「間隔活動」「日常生活活動」にピープルが得意とする「体育」「水泳」を加え、開かれた場でこれらの教室を行うことで子供たちの興味に合わせて学習できる、欧米式のオープンスクールスタイルの教室を用意し、週5日（9時半から14時）通う中でオープンスクールスタイルの授業と従来の教師が始動するスタイルの教室を組み合わせた。広さは180平方メートル、生徒数は40人。入園料は2歳半から3歳未満が3万5000円、3歳から4歳未満が3万2000円、4歳以上が3万円で、施設使用料や給食費は別料金であった。